# Cal Miret (Sant Martí Sarroca)
Cal Miret és una obra de Sant Martí Sarroca (Alt Penedès) protegida com a Bé Cultural d'Interès Local. No s'ha de confondre amb una altra masia amb el mateix nom situada als afores del mateix municipi on hi ha la capella de Sant Sadurní.

## Descripció
Casa situada en una cantonada, composta de planta baixa, pis i golfes, amb coberta a dues vessants. Portal d'entrada d'arc de mig punt adovellat, finestres amb marcs, ampits i llindes de pedra i galeria lateral d'arcades de mig punt. Petit jardí davanter.